# Pappogeomys
Genre
Pappogeomys est un genre de rongeurs de la famille des Géomyidé, dont le nombre d'espèces diffère selon les auteurs, certaines espèces étant classées aussi dans le genre Cratogeomys. Les membres de ce genre sont appelés des géomys ou rats à poche. Ils sont endémiques du Mexique.

## Liste des espèces
Selon Mammal Species of the World (version 3, 2005)  (1 juin 2016), NCBI (1 juin 2016) et Paleobiology Database (1 juin 2016) :
- Pappogeomys alcorni Russell, 1957
- Pappogeomys bulleri (Thomas, 1892)

Selon ITIS (1 juin 2016) :
- Pappogeomys bulleri (Thomas, 1892)